# Westerholt (Dolna Saksonia)
Westerholt – miejscowość i gmina w Niemczech, w kraju związkowym Dolna Saksonia, w powiecie Wittmund, siedziba gminy zbiorowej Holtriem.